# ماريوز سيمينت فاكتوري
ماريوز سيمينت فاكتوري (بالإنجليزية: Mario's Cement Factory)‏ هي لعبة إل سي دي 1983 تم تطويرها ونشرها بواسطة نينتندو ضمن سلسلة غيم أند واتش الخاصة بهم. وهو يتبع ألعاب ماريو السابقة، مثل إصدارات الآركيد وغيم أند واتش من دونكي كونغ. يتحكم اللاعب في ماريو وهو يتنقل في المصاعد ويمرر الأسمنت عبر مصنع، بينما يحاول منع الأسمنت من سحق زملائه العمال. تم إصدار نسختين من اللعبة - أحدهما عبارة عن وحدة منضدية والآخر عبارة عن لعبة محمولة تشبه معظم عناوين غيم أند واتش الأخرى.
ترأس التطوير شركة نينتندو أر أند دي 1، بقيادة المهندس جونبي يوكوي. تم إنتاج المؤثرات الصوتية بواسطة هيروكازو تاناكا. توجد ساعة أيضًا على النظام، مثل الكثير من وحدات غيم أند واتش الأخرى. تمت إعادة إصدار اللعبة عدة مرات، بما في ذلك كجزء من غيم بوي غاليري للغيم بوي وغيم أند واتش غاليري 4 للغيم بوي أدفانس وكتنزيل رقمي عبر دي أس آي واير.
وصفها النقاد بأنها واحدة من أغرب الألعاب في امتياز ماريو.